# Alberto Mario González
Alberto Mario González (Buenos Aires, 21 agosto 1941 – Buenos Aires, 26 febbraio 2023) è stato un calciatore argentino, di ruolo centrocampista.

## Caratteristiche tecniche
Giocava originariamente come attaccante, ma una volta trasferitosi al Boca Juniors fu spostato nel ruolo di interno sinistro, in modo da garantire equilibrio tattico alla squadra, che aveva adottato il 4-2-4; successivamente fu spostato più indietro, fino a ricoprire anche il ruolo di difensore con discreto successo.
Fu soprannominato Gonzalito a causa della sua minuta corporatura.

## Carriera

### Club

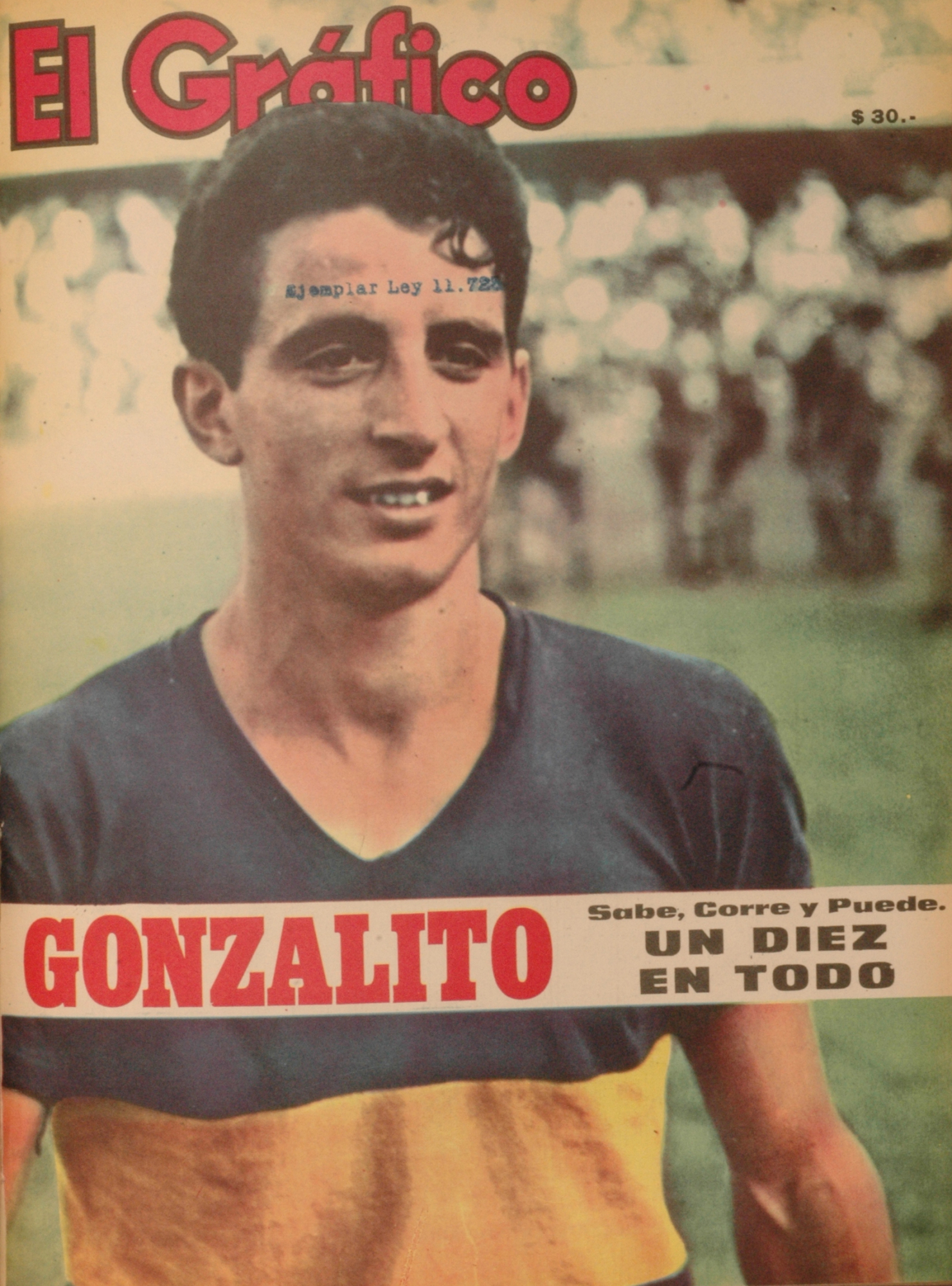
González al Boca nel 1965

Debuttò con l'Atlanta, ove vestiva il numero dieci, trasferendosi al Boca Juniors nel 1962; con tale società si aggiudicò per tre volte il titolo nazionale. Giocò per il club fino a quando la sua condizione di titolare non venne meno; passò dunque per Banfield e Unión Española, in Cile, per poi terminare la carriera al Platense.

### Nazionale
Con la Nazionale di calcio dell'Argentina giocò dal 1962 al 1967 in 19 occasioni. Partecipò a due mondiali, Cile 1962 e Inghilterra 1966, e a due edizioni del Campeonato Sudamericano de Football: Bolivia 1963 e Uruguay 1967.

## Palmarès
- Campionato argentino: 3

Boca Juniors: 1962, 1964, 1965
- Copa Suecia: 1

Atlanta: 1960